# Kodungallur
Kodungallur (äldre namn Cranganore och Muziris) är en stad på den indiska malabarkusten i delstaten Kerala, och tillhör distriktet Thrissur. Den ingår i Thrissurs storstadsområde och folkmängden uppgick till 33 935 invånare vid folkräkningen 2011.
Enligt traditionen var det i Kodungallur som aposteln Tomas började att omvända Indien till kristendomen. I staden fanns en syrisk kyrka före 800-talet, och judar var bosatta där ännu tidigare (se judaeo-malayalam); det är - även om ärkebiskopsstolen drogs in 1838 - ännu säte för en katolsk biskop,[källa behövs] och jesuiterna har ett seminarium 12 km därifrån. I modern tid har andelen kristna i staden varit betydligt lägre än i omgivande städer och kommuner. Stadens moské Tjeraman Djama Maschid tros vara från omkring 629 och den äldsta i Indien.
Kodungallur var en välmående och stor stad fram till mitten av 1300-talet, när efter keralakejsaren Cheraman Perumals död förfallet inleddes. Anledningen till stadens tillbakagång var främst byggnationen av en ny hamn i södra grannstaden Kochi. Stadens handel kom att flytta till den staden, och till Kozhikode i norr. Sedan 1523 hade portugiserna ett fort i staden som man gjort till sin regionala huvudstad. Fortet erövrades 1661 av holländarna, vilka innehade det till 1789, då Tippo Sahib köpte det och sedermera lät förstöra det.